# داوید کارائف
داوید کارائف (روسی: Давид Сосланович Караев؛ زادهٔ ۱۰ مارس ۱۹۹۵) بازیکن فوتبال اهل جمهوری آذربایجان است.
از باشگاه‌هایی که در آن بازی کرده است می‌توان به باشگاه فوتبال آرماویر (روسیه)، باشگاه فوتبال نفتخیمیک نیژنکامسک، و باشگاه فوتبال زسکا خاباروفسک اشاره کرد.
وی همچنین در تیم ملی فوتبال زیر ۱۸ سال جمهوری آذربایجان بازی کرده است.